# Chiesetta di Piedigrotta
La chiesetta di Piedigrotta è un luogo di culto cattolico, interamente scavata nelle rocce tufacee, situato un chilometro a nord di Pizzo, in località "La Madonnella". Al suo interno sono presenti diversi gruppi scultorei che l'arredano, anch'essi in tufo. La chiesa è contigua alla spiaggia, ed essendo esposta a ponente, ne risulta molto suggestiva la visita pomeridiana, quando i raggi del sole penetrano nelle profondità delle grotte mettendo in risalto le colorazioni dei sali minerali che ricoprono le pareti.

## Storia
Verso la fine del 1600, un veliero che navigava nel Golfo di Sant’Eufemia si trovò in mezzo ad una violenta tempesta. I marinai, tutti di Torre del Greco, fecero voto a Maria Santissima di Piedigrotta il cui quadro si trovava nella cabina del comandante, di erigere una cappella votiva nel punto dove avrebbero toccato terra in caso di salvezza. La nave naufragò violentemente contro gli scogli e andò in pezzi. Il quadro della Madonna si salvò e venne ritrovato intatto sulla spiaggia. I marinai, fedeli alla promessa, scavarono nella roccia una buca e vi depositarono il quadro, ripromettendosi di tornare e realizzare una cappella votiva. I pescatori locali, temendo che venisse rubato, prelevarono il quadro e lo portarono in una grotta poco distante edificando un piccolo altare. A seguito di un'altra burrasca il mare invase la grotta e riportò il quadro in prossimità del punto dove era stato posizionato la prima volta. I pescatori decisero quindi di scavare meglio la prima grotta e vi realizzarono anche una torre campanaria comprendente la campana della nave naufragata, datata 1632.
Un dipinto a forma circolare, sulla navata centrale della Chiesa, rappresenta una tempesta di mare ed un veliero in evidente difficoltà, come per confermare la leggenda. In un documento del 1725, il canonico Ilario Tranquillo , scrive che i fondatori furono: Giovanni Benedetto del Pizzo e Antonio suo figlio nell'anno 1675.
Tra la fine del 1800 e l'inizio del 1900, Angelo Barone, affascinato dai racconti dei pescatori, ampliò la grotta preesistente realizzando una chiesa. Durante la dura fase di scavo, ebbe cura di lasciare alcuni blocchi di tufo che successivamente trasformò in statue. I lavori continuarono fino alla sua morte, nella primavera del 1915. Il figlio, Alfonso Barone, volle continuare il lavoro del padre e ampliò ulteriormente la chiesa, realizzando altre statue, capitelli e bassorilievi. Nel 1969, lo scultore Giorgio Barone, figlio di Alfonso, di ritorno dal Canada, restaurò in parte le statue e scolpì due medaglioni raffiguranti Papa Giovanni XXIII e John Kennedy. La chiesetta è aperta tutti i giorni e vi si celebra messa il 2 luglio, in occasione della Madonna delle Grazie.

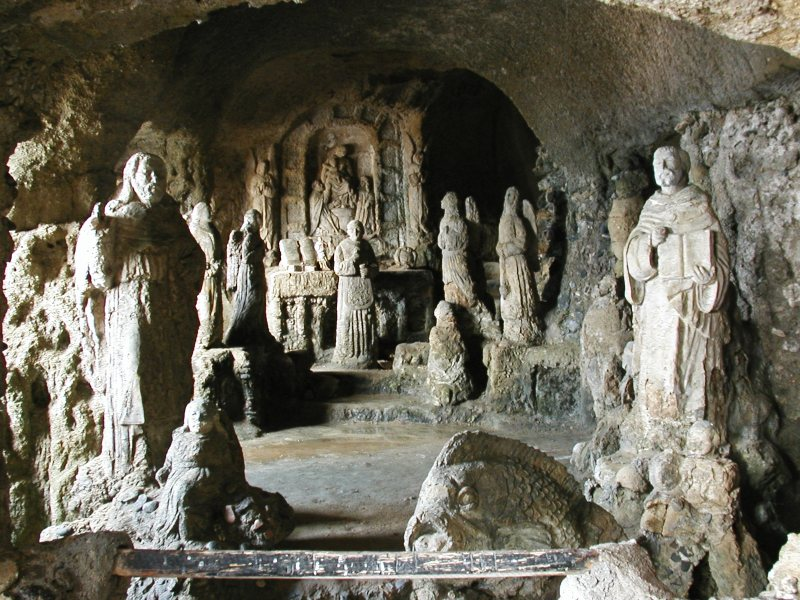
Interno della chiesetta di Piedigrotta
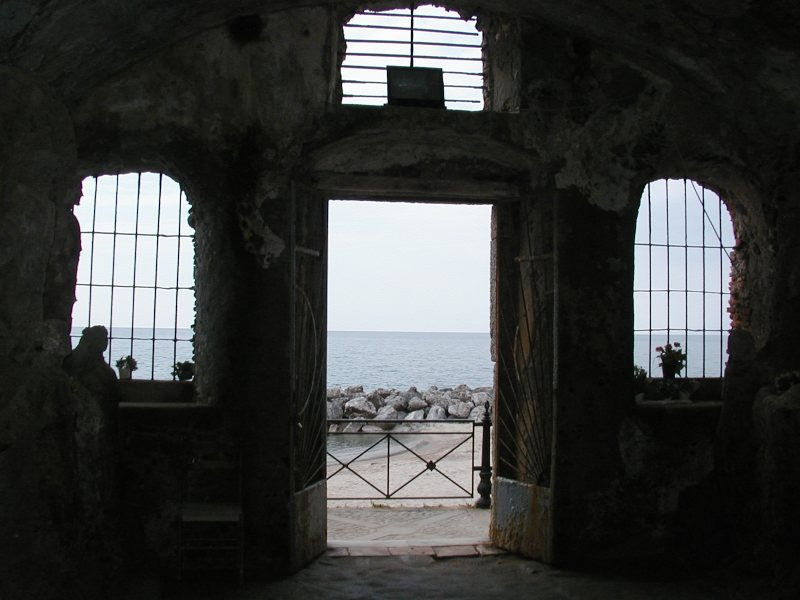
La spiaggia vista dall'interno della chiesetta di Piedigrotta